# Dia del domini públic 2021
L'1 de gener de 2021 és el dia del domini públic 2021, una celebració mundial del dia que entren en el domini públic certes obres perquè ha expirat el termini de la seua protecció per drets d'autors. A continuació, es presenta una llista d'autors valencians, catalans i balears les obres dels quals han passat a domini públic l'1 de gener de 2021 (autors morts en 1940).
| Nom                                       | Lloc de naixement                                      | Ocupació                            | Dades d'interés |
| ----------------------------------------- | ------------------------------------------------------ | ----------------------------------- | --- |
| Aguiló i Cortés, Isidoro, 1862-1940       | Espanya, Balears, Mallorca, Palma                      | Enginyer agrònom                    | Olivicultura |
| Alba, Antonio, 1870-1940                  | Espanya, Catalunya, Tarragona, Reus, Espanya           | Compositor, Guitarrista, Músic      | Composició musical, Guitarra |
| Armengol, F., 1878-1940                   | Espanya, Catalunya, Barcelona, Barcelona               |                                     | Escacs |
| Bagaría, Luis, 1882-1940                  | Espanya, Catalunya, Barcelona, Barcelona               | Caricaturista, Dibuixant, Pintor    | |
| Bassegoda i Amigó, Bonaventura, 1862-1940 | Espanya, Catalunya, Barcelona, Barcelona               | Escriptor, Arquitecte               | Modernisme català, Real Academia de Buenas Letras de Barcelona, Reial Acadèmia Catalana de Belles Arts de Sant Jordi, Real Academia de Ciencias y Artes de Barcelona, Ateneo Barcelonés |
| Bernat i Duran, José, 1874-1940           | Espanya, Catalunya, Tarragona, Tarragona               | Periodista Dramaturg                | Teatre |
| Borrull, Miguel, ca. 1866-ca. 1940        | Espanya, País Valencià, Castelló, Castelló de la Plana | Guitarristes                        | Flamenc |
| Carceller, Vicent M., 1890-1940           | València, Espanya (Wikidata) XX450548                  | Periodista, Escriptor               | Director de la revista La Traca |
| Clavé, Aurea Rosa, 1856-1940              | Espanya, Catalunya, Barcelona, Barcelona               | Compositora, Profesora              | |
| Companys i Jover, Lluís, 1882-1940        | Espanya, Catalunya, Lleida, Tornabous, El Tarròs       | Polític                             | president de la Generalitat de Catalunya republicana durant la Segona República Espanyola i president d'ERC                                                                             |
| Cumellas i Ribó, Josep, 1875-1940         | Espanya, Catalunya, Barcelona, Barcelona               | Compositor                          | |
| Gomá i Tomás, Isidre, 1869-1940           | Espanya, Catalunya, Tarragona, La Riba                 | Sacerdot, Teòleg                    | Bisbe de Tarazona, arquebisbe de Toledo, Cardenal, Cartes pastorals, Real Academia Española, Real Academia de Ciencias Morales y Políticas (Espanya)                                    |
| Mallol i Casanovas, Ignasi, 1892-1940     | Espanya, Catalunya, Tarragona, Tarragona               | Pintor                              | Exercí un paper fonamental per a la conservació del patrimoni artístic i cultural tarragoní durant la Guerra Civil espanyola                                                            |
| Maluquer i Viladot, Juan, 1856-1940       | Espanya, Catalunya, Barcelona, Barcelona               | Advocat, polític, empresari         | |
| Marxuach, Francisco, 1874-1940            | Espanya, Catalunya, Barcelona, Barcelona               | Filòsof, Teòleg, Professor          | Jesuitas |
| Mestre i Noè, Francesc, 1866-1940         | Espanya, Catalunya, Tarragona, Tortosa                 | Escriptor, Historiador              | |
| Moliné i Brasés, Ernest, 1868-1940        | Espanya, Catalunya, Barcelona, Barcelona               | Advocat, Historiador                | Real Academia de Buenas Letras de Barcelona |
| Pou Pujol, Arnau, 1887-1940               | Espanya, Balears, Mallorca, Andratx                    | Fotògraf, impressor                 | |
| Poveda Maestre, Conrado, 1890-1940        | Espanya, País Valencià, Alacant, Alacant               | Professors, Sacerdot                | |
| Rius i Casas, José, 1867-1940             | Espanya, Catalunya, Barcelona, Barcelona               | Matemàtic, Catedràtic d'universitat | Universitat de Zaragoza |
| Roger Vázquez, Gil, 1862-1940             | Espanya, País Valencià, València, Xelva                | Advocat, polític                    | Novel·les |
| Sagarra, Ignasi de, 1889-1940             | Espanya, Catalunya, Barcelona, Barcelona               | Entomòleg, Ornitòleg, Zoòleg        | |
| Santonja, Miguel, 1859-1940               | Espanya, País Valencià, Alacant, Alcoi                 | Compositor                          | |
| Serres, Joaquim, 1863-1940                | Espanya, Catalunya, Tarragona, Gandesa                 | Poeta                               | |
| Sitjà, Francesc, 1880-1940                | Espanya, Catalunya, Barcelona, Barcelona               | Poeta                               | |
| Soriano Vidal, Luis, 1858-1940            | Espanya, País Valencià, València, Montaverner          | Militar, Fotògraf                   | |
| Tresserra Molera, Josep, 1881-1940        | Espanya, Catalunya, Barcelona, L'Estany                |                                     | |